# Procureur général adjoint des États-Unis
Le procureur général adjoint des États-Unis (en anglais, United States Deputy Attorney General) seconde le procureur général des États-Unis au sein du département de la Justice (DoJ) et est au second rang de la hiérarchie du département, juste avant le procureur général associé (Associate Attorney General).
Créé en 1950, ce poste est relativement récent par rapport à celui d'Attorney General créé en 1789 durant la présidence de George Washington. Il est nommé par le président des États-Unis et prend ses fonctions après confirmation par le Sénat américain. 
Il ne doit pas être confondu avec Assistant Attorney General (en), titre donné à ceux qui dirigent une des 8 divisions ou des 4 bureaux du département de la Justice et souvent aussi traduit par procureur général adjoint.

## Liste des procureurs généraux adjoints depuis 1950
| Nom                       | Années de fonction |
| ------------------------- | ------------------ |
| Peyton Ford               | 1950 – 1951        |
| A. Devitt Vanech          | 1951 – 1952        |
| Ross L. Malone            | 1952 – 1953        |
| William P. Rogers         | 1953 – 1957        |
| Lawrence E. Walsh         | 1957 – 1960        |
| Byron White               | 1961 – 1962        |
| Nicholas Katzenbach       | 1962 – 1965        |
| Ramsey Clark              | 1965 – 1967        |
| Warren Christopher        | 1967 – 1969        |
| Richard G. Kleindienst    | 1969 – 1972        |
| Ralph E. Erickson         | 1972 – 1973        |
| Joseph Sneed              | 1973               |
| William Ruckelshaus       | 1973               |
| Laurence Silberman        | 1974 – 1975        |
| Harold R. Tyler, Jr.      | 1975 – 1977        |
| Peter F. Flaherty         | 1977 – 1978        |
| Benjamin Civiletti        | 1978 – 1979        |
| Charles B. Renfrew        | 1980 – 1981        |
| Edward C. Schmults        | 1981 – 1984        |
| Carol E. Dinkins          | 1984 – 1985        |
| D. Lowell Jensen          | 1985 – 1986        |
| Arnold I. Burns           | 1986 – 1988        |
| Harold G. Christensen     | 1988 – 1989        |
| Donald B. Ayer            | 1989 – 1990        |
| William P. Barr           | 1990 – 1991        |
| George J. Terwilliger III | 1992 – 1993        |
| Philip B. Heymann         | 1993 – 1994        |
| Jamie Gorelick            | 1994 – 1997        |
| Eric Holder               | 1997 – 2001        |
| Larry Thompson            | 2001 – 2003        |
| James Comey               | 2003 – 2005        |
| Paul McNulty              | 2005 – 2007        |
| Craig Morford *           | 2007 – 2008        |
| Mark Filip                | 2008 – 2009        |
| David W. Ogden            | 2009 – 2010        |
| James M. Cole             | 2010 – 2015        |
| Sally Yates               | 2015 – 2017        |
| Rod Rosenstein            | 2017 – 2019        |
| Jeffrey A. Rosen          | 2019 – 2020        |
| Lisa Monaco               | 2021 – 2025        |
| Emil Bove                 | 2025 – 2025        |
| Todd Blanche              | 2025 - en cours    |

## Liste des procureurs généraux adjoints par intérim
| Nom                 | Mandat                             | Présidence | Présidence     |
| ------------------- | ---------------------------------- | ---------- | -------------- |
| Robert Mueller      | 20 janvier 2001 – 10 mai 2001      |            | George W. Bush |
| Robert McCallum Jr. | 15 août 2005 – 17 mars 2006        |            | George W. Bush |
| Craig S. Morford    | 26 juillet 2007 – 10 mars 2008     |            | George W. Bush |
| Gary Grindler       | 5 février 2010 – 29 décembre 2010  |            | Barack Obama   |
| Dana Boente         | 9 février 2017 – 25 avril 2017     |            | Donald Trump   |
| Ed O'Callaghan      | 13 mai 2019 – 22 mai 2019          |            | Donald Trump   |
| Richard Donoghue    | 24 décembre 2020 – 20 janvier 2021 |            | Donald Trump   |
| John P. Carlin      | 20 janvier 2021 - 21 avril 2021    |            | Joe Biden      |